# هيلدا مارستاندر
هيلدا مارستاندر (بالنرويجية: Hilde Marstrander)‏ (من مواليد 8 ديسمبر 1969) هي فنانة نرويجية، ورسامة توضيحية وناقدة فنية صحفية.
لطالما كانت هيلدا مارستاندر معروفة بكونها واحدة من أبرز صحفيات الأزياء في النرويج، مع خلفية أكاديمية ومهنية كمصممة أزياء في لندن وباريس. تشمل مهنة الصحافة عملها كمستضيفة لبرامج الموضة على شاشات التلفاز لقنوات ZTV و TV3 ومحررة الأزياء لمجلة إِل ELLE . عملت هيلدا أيضًا كمراسلة لصحيفة فيردينس غانغ VG، وافتنبوستن، وصحيفة أفيسينس، وهيئة الإذاعة النرويجية NRK. شغلت هيلدا منصب رئيس تحرير المنشور النرويجي SNITT - وهي مجلة للاتصال المرئي خلال السنوات 2006-2010.
ومع ذلك، غيّرت هيلدا مسارات حياتها المهنية، وبدأت دراسة الفن المعاصر في عام 2010 ؛ أولاً في مدرسة عينار غرانوم للفنون الجميلة Einar Granum Kunstfagskole، ثم في أكاديمية الفنون في جامعة القطب الشمالي في النرويج ومدرسة بارسونز الجديدة للتصميم في نيويورك. قدمت هيلدا لاحقاً عروضًا فنية في النرويج وألمانيا وإنجلترا وتايلاند والولايات المتحدة. وتعمل حاليًا كناقدة فنية للرابطة النرويجية للفنون والحرف والصحيفة الشهرية مودرن تايمزModern Times.